# 16-й корпус СС
16-й армійський корпус СС (нім. XVI. SS-Armeekorps) — військове формування, корпус у складі військ Ваффен-СС. Використання в складі сухопутних військ не підтверджено.

## Історія
Командування корпусу було створено 15 січня 1945 року. До кінця війни корпус перебував у стадії формування в Західній Німеччині.

## Командири
- Обергруппенфюрер СС і Генерал Ваффен-СС Карл Марія Демельгубер (січень — 8 травня 1945)

## Бойовий склад 16-го корпусу СС
Формування управління, забезпечення та підтримки
- 114-те артилерійське командування (Arko 114)

- 15-та гренадерська дивізія СС (1-ша латвійська) (15. Waffen-Grenadier-Division der SS (lettische Nr. 1);
- Частини:
  - 34-ї добровольчої гренадерської дивізії (SS- Freiwilligen-Panzer-Grenadier-Brigade “Nederland“);
- бойова група Йоахима